# 파란만장 다이어리
파란만장 다이어리는 유하진의 순정 만화로, 2005년 5월 31일부터 2008년 2월 27일까지 9권에 걸쳐 연재되었다.

## 줄거리
주인공인 ‘구세주’에게는 외모는 물론이고 모든 것이 완벽한 꽃미남 오빠 ‘구원’이 있다. 사실 구원은 세주의 진짜 오빠가 아니라 우주에서 날아온 외계인 왕자이고, 그 때문에 구원의 보디가드 ‘신요한’까지 나타나게 되면서 세주의 앞날이 파란만장하게 펼쳐진다.

## 등장인물
구세주

구원

신요한